# Graceful degradation
Mit Graceful degradation (d.: würdevolle Verschlechterung) wird eine auf Stabilität und Sicherheit gerichtete Reaktion eines (Computer-)Systems auf Fehler, unerwartete Ereignisse oder Teilausfälle des Systems genannt, bei der das (Computer-)System den Betrieb so weit als möglich aufrechterhält. Ein Fehler in einem Teilsystem reduziert die Funktionalität des Gesamtsystems nur stufenweise, etwa durch eine geringere Qualität oder weniger Funktionen. 

## Graceful degradation für Websites
Auch Datenformate können im Sinne einer „graceful degradation“ gestaltet sein. HTML ist beispielsweise aufwärtskompatibel aufgebaut, neue HTML-Einheiten werden von Browsern, die diese HTML-Einheiten nicht kennen, ignoriert, und der Rest des Dokuments trotzdem dargestellt. Beispiele: 
- Anstelle eines Bildes, das nicht dargestellt werden kann, wird ein alternativer Text angezeigt.
- Bei entsprechender Umsetzung der HTML-Seite können Bilder als Ersatz von Flashfilmen angezeigt werden.
- JavaScript kann so geschrieben werden, dass DOM-Operationen durch ein Neuladen der Seite ersetzt werden.
- HTML5 Input Elemente vom Typ "range" oder "email" werden von älteren Browsern als normale Textelemente dargestellt, ohne zusätzliche Funktionalität.